# Kiliansberg (Untersberg)
De Kiliansberg is een berg in het Berchtesgadener Land in de deelstaat Beieren, Duitsland. De berg heeft een hoogte van 960 meter.
De Kiliansberg is uitloper van de Kneifelspitze en onderdeel van het Untersbergmassief, dat weer deel uitmaakt van de Berchtesgadener Alpen.